# Grafmonument van de familie Van de Winkel-Höppener
Het grafmonument van de familie Van de Winkel-Höppener op de begraafplaats nabij de Kapel in 't Zand is een monumentaal grafmonument in de Nederlandse stad Roermond.

## Achtergrond
Marie Henri Victor Theodore van de Winkel (1877-1972) was meelfabrikant in Roermond. Hij was getrouwd met Catharina Gertrudis Maria Henrietta Höppener (1884-1918). Het monument is waarschijnlijk na haar overlijden opgericht. Het graf ligt aan het einde van de centrale middenlaan.

## Beschrijving
Het grafmonument bestaat uit een zandstenen beeld van een treurende engel, staand voor een kruis met Christusmonogram. Aan haar voeten staat een olielamp en ligt een palmtak. Het beeld staat op een natuurstenen sokkel, waarop aan de voorzijde een marmeren plaat is aangebracht met het opschrift: 

RUSTPLAATS VAN 
DE FAMILIE
TH. VAN DE WINKEL
- HÖPPENER

Voor het monument ligt een tegelvloer, met vooraan een ijzeren luik die toegang geeft tot de grafkelder. Om het geheel staat een laag hekwerk van schakelkettingen tussen hardstenen zuiltjes.

## Waardering
Het grafmonument werd in 2002 als rijksmonument in het Monumentenregister opgenomen, het heeft "cultuurhistorische waarde als bijzondere uitdrukking van een geestelijke ontwikkeling in de grafcultuur voor voorname katholieke families. Het grafmonument is tevens van belang als typologische ontwikkeling van grafmonumenten voor de sociale bovenklasse. Het grafmonument bezit architectuurhistorische waarde wegens esthetische kwaliteiten van het ontwerp, het bijzondere materiaalgebruik en de ornamentiek."